# Pedogènesi

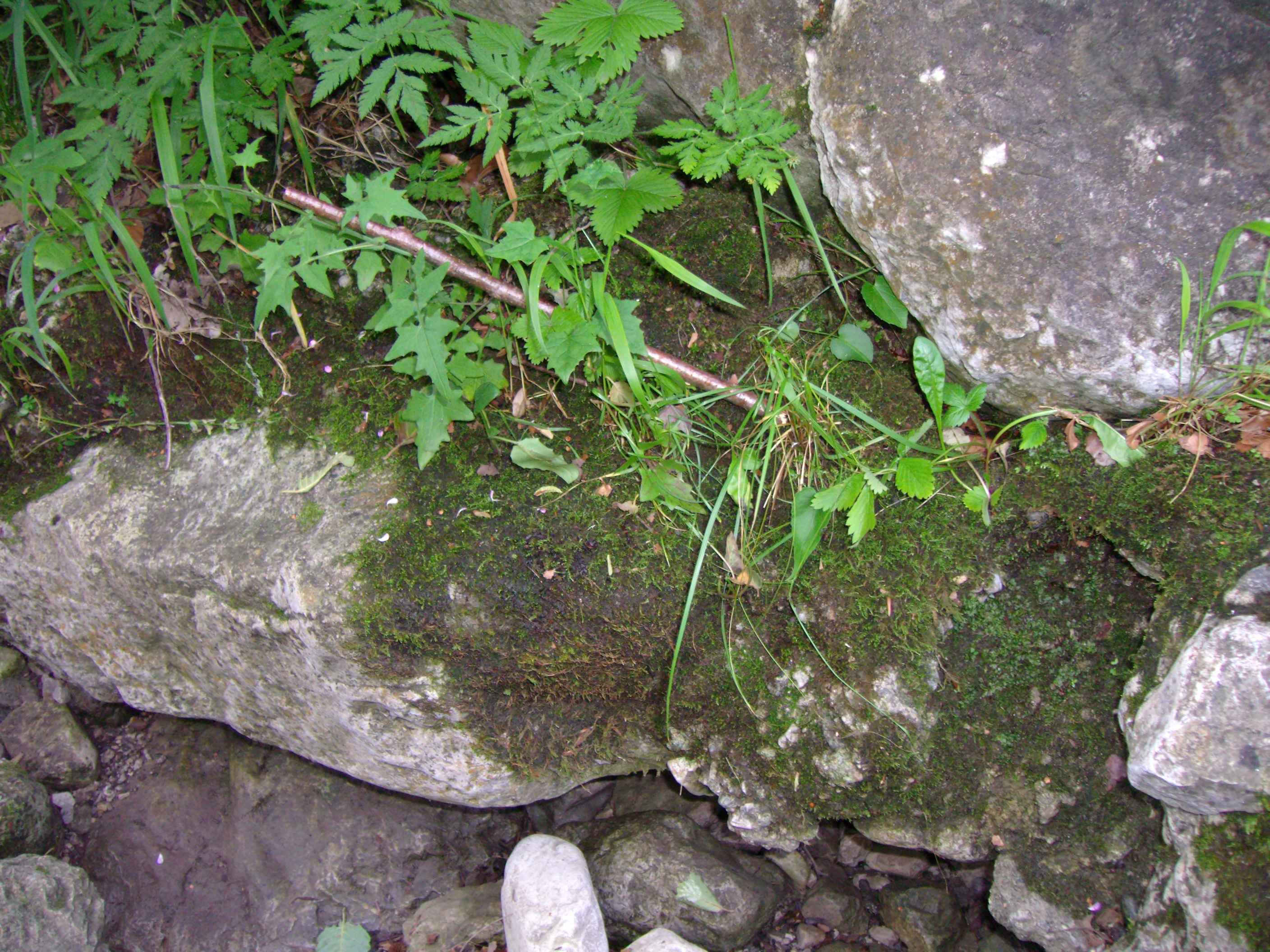
Inici de la pedogènesi en una roca calcària

La pedogènesi (del grec πέδον, 'sòl' i γένεσις, 'naixement') és a la vegada un procés físic, químic i biològic que condueix a la formació d'un sòl, amb el pas del temps, a partir de l'anomenat substrat pedogenètic, un material rocós derivat d'una primera alteració de la roca mare (el material litològic originari).
La simple alteració dels minerals de les roques no és suficient per a la formació d'un sòl, ja que a la simple acumulació de sediment no sotmès a la pedogènesi, s'hi ha d'afegir necessàriament la presència de matèria orgànica mesclada amb els components minerals; és indispensable perquè es desenvolupi un sòl, l'acció d'un component biològic.
Les primeres comunitats vivents i que s'instauren sobre un substrat inorgànic estan formades per organismes simples: líquens, molsa, colònies bacterianes, que hi exerceixen un doble efecte: d'una banda, prossegueixen l'obra d'alteració química i física del substrat; de l'altra, forneixen al sòl acabat de formar un conjunt de substàncies orgàniques i ions minerals, al qual seguiran organismes més complexos com són les plantes.
La intensitat i la tipologia dels processos pedogenètics estan determinades per la interacció dels diversos components ambientals: la roca mare, la morfologia i el clima de la zona, els organismes vivents (fins i tot l'ésser humà), i el decurs del temps; aquests components s'anomenen factors pedogenètics i, a cada instant, determinen les característiques del sòl.

## La transformació de la roca mare

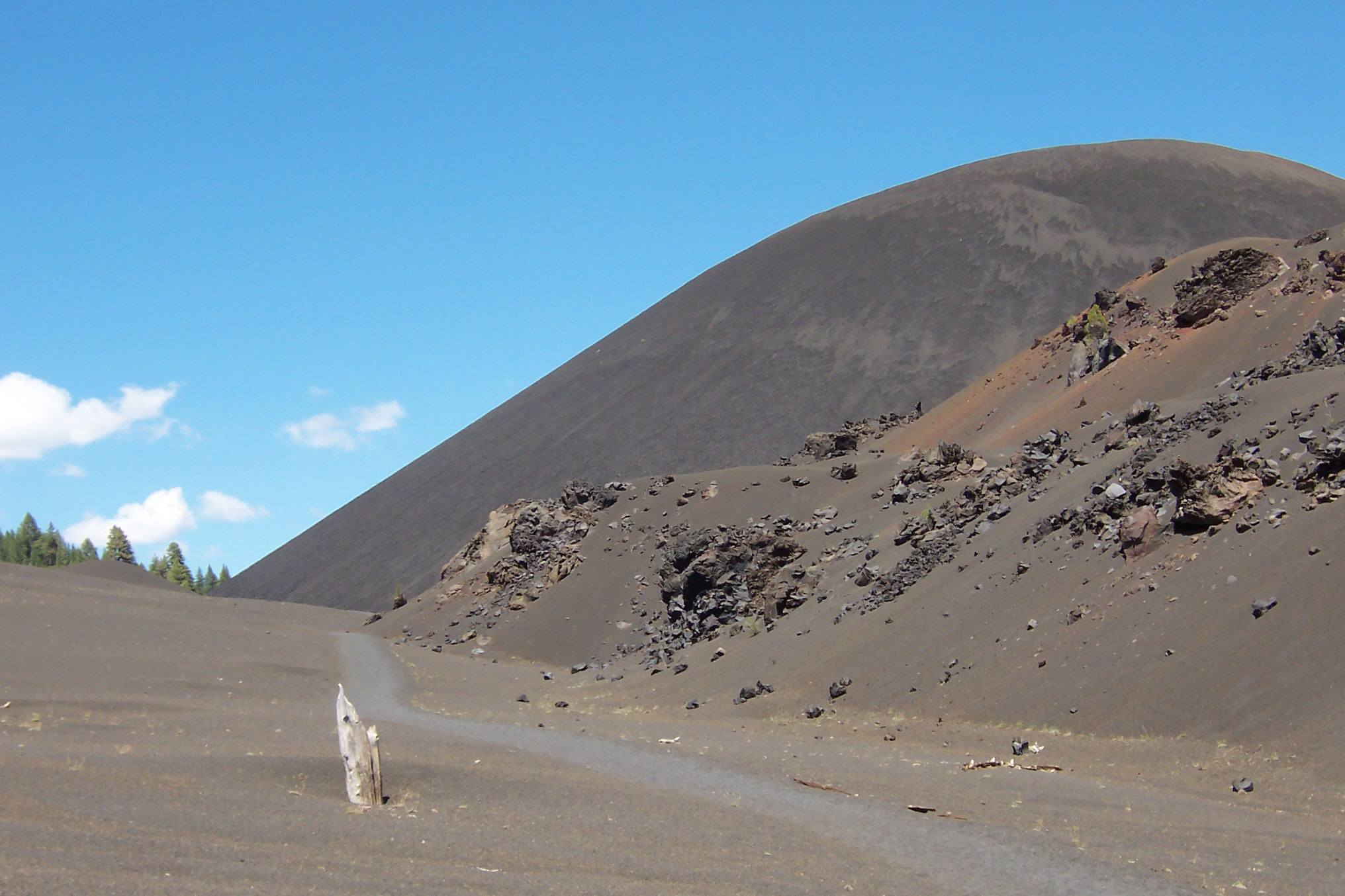
Acumulació de sediments volcànics que no constitueixen un sòl des del punt de vista de la pedologia

El primer estadi de la pedogènesi és l'alteració del material originari, sota la influència dels diversos factors físics, químics, i biològics.
El "motor" d'aquesta transformació és la condició de no haver-hi equilibri energètic entre l'estructura dels minerals (tipus de malla cristal·lina, estat d'oxidació) i les condicions existents a la superfície terrestre.
El procés pedogenètic s'instaura sobre el substrat pedogenètic, és a dir, un cúmul de detritus derivats d'un tros de roca mare alterada i disgregada. Pot ser que aquests detritus provinguin de la roca mare in situ (substrat autòcton) o bé que sigui un substrat al·lòcton; com a exemples d'aquest segon cas, hi hauria els materials al·luvials, portats pel vent (com el loess), materials transportats per les glaceres, etc.
La transformació sobtada de la roca mare (meteorització) pot ser de tipus físic, val a dir un simple esmicolament de la massa rocosa causada per agents físics, o bé del tipus químic, implicant una modificació de la composició química o una reorganització de l'estructura cristal·lina, que porta a la creació dels considerats minerals secundaris.
Amb la progressiva disgregació física de la roca, després d'un llarg període, s'arriba a formar sorra i llim però l'argila no es pot formar només per mitjans físics.
Tot el procés de disgregació física incrementa notablement la relació superfície/volum de la massa rocosa.
Amb l'alteració química, s'ataquen els minerals de la roca i canvien o destrueixen la seva estructura cristal·lina i es perden elements. L'aigua hi té un paper important i hi circula segons la permeabilitat del sòl, que és en funció de la textura del sòl. Els processos comprenen principalment: oxidacions/reduccions, solubilitzacions, hidratacions, hidròlisi, i quelatacions.

## La transformació de la matèria orgànica
En un sòl, la presència de matèria orgànica, ja sia d'origen animal o d'origen vegetal, és indispensable. El destí de la matèria orgànica pot ser la mineralització (per exemple, amb alliberament de nitrats, diòxid de carboni i aigua) o la humidificació (amb producció de col·loides més o menys resistents a la degradació).